# أوفيديو هيريا
أوفيديو هيريا (بالرومانية: Ovidiu Herea)‏ (26 مارس 1985 ببوخارست في رومانيا - ) هو لاعب كرة قدم روماني في مركز الوسط. شارك مع منتخب رومانيا تحت 21 سنة لكرة القدم ومنتخب رومانيا لكرة القدم. أما مع النوادي، فقد لعب مع رابيد بوخارست وسكودا زانثي وسي إس باندوري تارغو جيو ونادي سيون ونادي فيتورول كونستانتا وكونكورديا كياجنا وFC Progresul București ‏ وCS Balotești ‏ وFC Metaloglobus București ‏.

## وصلات خارجية
- أوفيديو هيريا على موقع الاتحاد الأوربي (الإنجليزية)
- أوفيديو هيريا على موقع قاعدة بيانات كرة القدم.إي يو (الإنجليزية)
- أوفيديو هيريا على موقع ناشيونال فوتبول تيمز (الإنجليزية)
- أوفيديو هيريا على موقع Soccerway.com (الإنجليزية)
- أوفيديو هيريا على موقع عالم كرة القدم.نت (الإنجليزية)